# Фрага Ирибарне, Мануэль
Мануэ́ль Фра́га Ириба́рне (исп. и галис. Manuel Fraga Iribarne; 23 ноября 1922 года, Вильяльба, Луго — 15 января 2012 года, Мадрид) — испанский политический деятель, учёный-юрист. В 1990—2005 годах — председатель автономного правительства Галисии.

## Образование
Сын мэра Вильяльбы, окончил университет Сантьяго, факультет права и факультет политических и экономических наук Мадридского университета Комплутенсе (1944), доктор права (1948, тема диссертации: «Луис де Молина и военное право»). Также окончил дипломатическую школу.

## Деятель франкистского режима
С 1945 года — юрисконсульт кортесов. С 1947 года — сотрудник министерства иностранных дел. С 1949 года — преподаватель политического права в университете Валенсии. С 1951 года — генеральный секретарь Института испанской культуры. С 1953 года — профессор теории государственного устройства и конституционного права Мадридского университета Комплутенсе, позднее совмещал преподавание с государственной службой и политической деятельностью вплоть до 1987 (с некоторыми перерывами). В 1953 году — сторонник умеренных реформ, министр образования Хоакин Руис-Хименес пригласил Фрагу Ирибарне на пост секретаря совета по образованию, а в 1955 году — генерального секретаря министерства. В 1956 году, после отставки Руиса-Хименеса, Фрага также покинул министерство, став заместителем директора Института политических исследований. С 1959 года — член Национального совета по образованию. С 1961 года — директор Института политических наук, член Государственного совета, политической хунты и совета национальной экономики.
В 1962—1969 годах — министр информации и туризма. В 1967—1969 годах, одновременно, секретарь правительства. Будучи лояльным сотрудником Франсиско Франко, он в то же время являлся сторонником большей открытости страны. Во время пребывания на посту министра добился принятия закона о печати (1966), отменявшего предварительную цензуру, официально введённую в 1938 году. Это событие стало важным шагом на пути Испании к свободе печати, хотя в условиях авторитарного режима власти сохраняли значительные возможности влияния на журналистов. Одной из основных задач Фраги Ирибарне в качестве члена правительства стало превращение Испании в туристическую страну. Выдвинув лозунг Spain is different! («Испания — иная!»), способствовал изменению её имиджа — ранее Испания воспринималась в мире исключительно как закрытая страна с диктаторским режимом. Активно способствовал развитию туристической инфраструктуры, в том числе созданию сети придорожных гостиниц. Все эти меры привели к резкому росту доходов от туризма.
Однако авторитарный характер режима создавал серьёзные проблемы для Фраги Ирибарне как ответственного за имидж. Так, в 1963 году он был вынужден оправдывать казнь коммуниста Хулиана Гримау, которая вызвала широкую волну протестов в мире и нанесла испанскому режиму серьёзный репутационный ущерб. В 1966 году ему пришлось решать проблему иного рода: близ города Паломарес произошла авария американского бомбардировщика, в результате которой в море в районе испанского побережья упала водородная бомба и произошла утечка радиации. Стремясь опровергнуть сведения об опасности для жизни и здоровья людей, министр лично прибыл в Паломарес и демонстративно искупался в море. Впрочем, по мнению специалистов, последствия аварии всё же негативно отразились на здоровье местных жителей.

Уход Фраги Ирибарне из правительства в 1969 году был обусловлен его конфликтом с министрами-технократами, близкими к религиозной организации «Опус Деи». Он стремился ослабить их позиции в связи со скандалом с фирмой Matesa, обвинённой в злоупотреблениях (к этой структуре были близки высокопоставленные государственные чиновники). Однако Франко в этой ситуации поддержал технократов. Советский писатель и журналист Юлиан Семёнов так описывал кульминацию конфликта: 

Фрага Ирибарне был подвергнут остракизму: он посмел разгласить «скандал в доме». Заседание совета министров было трудным. Фрага не стерпел: он крикнул Франко — «Да замолчите вы, генерал!» Воцарилась растерянная тишина. Фрага Ирибарне поднялся, поправил галстук и вышел из зала. И — естественно — из правительства. В соответствии с обычной тактикой Франко — держать скандалистов подальше от дома — Фрага был отправлен послом в Лондон. Там он постепенно превратился в «центристского» оппозиционера, «автора политической программы будущего».

В 1970—1973 годах — генеральный директор пивоваренной компании «Сервесас эль агила». В 1973—1975 годах — посол Испании в Великобритании.

## Министр внутренних дел
В декабре 1975 — июле 1976 года Фрага Ирибарне занимал пост заместителя председателя правительства и министра внутренних дел в первом правительстве Испании, сформированном после кончины Франсиско Франко (главой правительства являлся Карлос Ариас Наварро). Он видел свою задачу в проведении умеренных политических реформ при соблюдении порядка в стране. В 1976 году полицейские разогнали собрание рабочих в Витории, при этом было убито пять человек и около ста получили ранения. Фрага Ирибарне вызвал недовольство противников режима, не только запретив оппозиционную манифестацию 1 мая 1976 года, но и заявив при этом: «Улица принадлежит мне!». В то же время он установил контакты с представителями оппозиции и не возражал против проведения съезда тогда ещё не легализованного Всеобщего союза трудящихся, запрещённого при франкистском режиме.
Считался одним из ведущих членов кабинета, наряду с министром иностранных дел Хосе Марией де Ареильсой, вместе с которым рассматривался в качестве возможного кандидата на пост главы следующего правительства. Однако король предпочёл назначить в июле 1976 года премьер-министром молодого политика Адольфо Суареса, в правительство которого Фрага Ирибарне не вошёл.

## Основатель Народной партии
В 1976 году Фрага Ирибарне основал партию Народный альянс (ныне Народная партия), правоцентристскую политическую силу, объединившую бывших сторонников франкистского режима, признавших значение демократических свобод. Заявлял, что «мы верим в демократию, но в демократию с порядком, с законом и с властью». В 1977—1978 годах был одним из ведущих участников разработки новой демократической Конституции страны. В 1977—1986 годах он был депутатом Генеральных кортесов от Народного альянса, в 1982—1986 годах являлся лидером оппозиции, стремился придать своей партии более умеренный характер, выступал против крайне правых тенденций. Консервативный политик, он в то же время получил известность своими дружескими отношениями с Фиделем Кастро. Во время попытки переворота 23 февраля 1981 года вместе с другими депутатами Генеральных кортесов Фрага Ирибарне был задержан взбунтовавшимися ультраправыми военными. Фрага заявил им, что те должны либо выпустить его, либо застрелить. Мятежники не отреагировали на его эмоциональные слова, а через некоторое время все депутаты были освобождены.
Один из основателей и вице-президент (до 1987) Международного демократического союза. В 1987—1989 годах — член Европейского парламента. В 1989—1990 годах — председатель Народной партии, в которую был переименован Народный альянс. В 1990 году новым председателем партии стал представитель нового поколения консервативных политиков Хосе Мария Аснар, а Фрага Ирибарне был избран её почётным председателем. Приняв демократические ценности, он никогда не пытался преуменьшить свою роль в деятельности франкистского режима и неоднократно выступал с защитой различных его сторон (в 2007 году он сравнил Франко с Наполеоном). В то же время он сыграл большую роль в том, что приверженцы консервативных политических взглядов были вовлечены в демократический политический процесс, а ультраправые силы оказались в изоляции.

## Председатель правительства Галисии
В 1990—2005 годах — председатель автономного правительства Галисии. С 1995 года — член Конституционной комиссии верхней палаты парламента Испании. Критики Фраги Ирибарне утверждали, что он в своей деятельности опирался на местных традиционных лидеров («касиков») и установил реальный контроль над местными СМИ посредством субсидий и системы договорённостей. Кроме того, они упрекали его за невнимание к экологическим проблемам. Сторонники подчёркивали вклад главы автономного правительства в электрификацию и телефонизацию села, развитие виноградарства и скотоводства, строительство дорог, а также в превращение Галисии в популярный туристический регион.
В 2002 году его действия во время катастрофы танкера «Престиж» вблизи берегов Галисии подверглись резкой критике со стороны оппозиции: несмотря на явную экологическую угрозу, заядлый охотник и рыболов Фрага Ирибарне в разгар событий отправился на охоту. Впрочем, на состоявшихся вскоре муниципальных выборах в Галисии Народная партия всё равно собрала большинство голосов, но после региональных выборов 2005 года она оказалась в меньшинстве в местном парламенте. В результате Фрага Ирибарне ушёл в отставку с поста премьера и возглавил оппозицию новому правительству Галисии. Парламент автономии назначил его сенатором.

## Учёный-юрист
Известный юрист, специалист по конституционному праву, автор многих книг по юридическим и социальным вопросам, а также по искусству. Его монография «Путь к реальной автономии и истинному самоуправлению» была переведена на русский язык и издана в Санкт-Петербурге в 1999 году. Действительный член Академии наук Испании, Королевской галисийской академии, почетный член ряда зарубежных академий, почетный доктор Мадридского, Валенсийского и ряда зарубежных университетов, в том числе Санкт-Петербургского государственного университета (1997).
Умер 15 января 2012 года у себя дома в Мадриде в возрасте 89 лет.

## Семья
Был женат на Марии дель Кармен Эстевес, скончавшейся в 1996 году. В семье родилось пятеро детей. Дочь Кармен — депутат Европарламента от Народной партии Испании.